# Takahiro Sekine
Takahiro Sekine (関根 貴大?, Sekine Takahiro; Tsurugashima, 19 aprile 1995) è un calciatore giapponese, centrocampista degli Urawa Reds.

## Statistiche

### Presenze e reti nei club
Statistiche aggiornate al 10 aprile 2023.
| Stagione                  | Squadra                   | Campionato                | Campionato | Campionato | Coppe nazionali | Coppe nazionali | Coppe nazionali | Coppe continentali | Coppe continentali | Coppe continentali | Altre coppe | Altre coppe | Altre coppe | Totale | Totale | Totale |
| Stagione                  | Squadra                   | Comp                      | Pres       | Reti       | Comp            | Pres            | Reti            | Comp               | Pres               | Reti               | Comp        | Pres        | Reti        | Pres   | Reti   |        |
| ------------------------- | ------------------------- | ------------------------- | ---------- | ---------- | --------------- | --------------- | --------------- | ------------------ | ------------------ | ------------------ | ----------- | ----------- | ----------- | ------ | ------ | ------ |
| 2013                      | Urawa Reds                | J1                        | 0          | 0          | CI+CdL          | 1+0             | 0+0             | ACL                | 0                  | 0                  | -           | -           | -           | 1      | 0      |        |
| 2014                      | Urawa Reds                | J1                        | 21         | 2          | CI+CdL          | 2+6             | 1+0             | -                  | -                  | -                  | -           | -           | -           | 29     | 3      |        |
| 2015                      | Urawa Reds                | J1                        | 32+1       | 6          | CI+CdL          | 4+2             | 2+0             | ACL                | 2                  | 0                  | SG          | 1           | 0           | 42     | 8      |        |
| 2016                      | Urawa Reds                | J1                        | 32+2       | 2          | CI+CdL          | 1+5             | 0+0             | ACL                | 5                  | 0                  | -           | -           | -           | 45     | 2      |        |
| 2017                      | Urawa Reds                | J1                        | 22         | 3          | CI+CdL          | 0+0             | 0+0             | ACL                | 5                  | 2                  | SG          | 1           | 0           | 28     | 5      |        |
| 2017-2018                 | Ingolstadt 04             | 2BL                       | 1          | 0          | CG              | 1               | 0               | -                  | -                  | -                  | -           | -           | -           | 2      | 0      |        |
| 2018-2019                 | Sint-Truiden              | D1                        | 3+8        | 0+1        | CB              | 0               | 0               | -                  | -                  | -                  | -           | -           | -           | 11     | 1      |        |
| 2019                      | Urawa Reds                | J1                        | 16         | 1          | CI+CdL          | 1+2             | 0+1             | ACL                | 6                  | 1                  | -           | -           | -           | 25     | 3      |        |
| 2020                      | Urawa Reds                | J1                        | 24         | 2          | CI+CdL          | 0+2             | 0+0             | -                  | -                  | -                  | -           | -           | -           | 26     | 2      |        |
| 2021                      | Urawa Reds                | J1                        | 36         | 3          | CI+CdL          | 5+10            | 1+3             | -                  | -                  | -                  | -           | -           | -           | 51     | 7      |        |
| 2022                      | Urawa Reds                | J1                        | 30         | 1          | CI+CdL          | 2+3             | 0+0             | ACL                | 11                 | 0                  | SG          | 1           | 0           | 47     | 1      |        |
| 2023                      | Urawa Reds                | J1                        | 32         | 3          | CI+CdL          | 2+8             | 0+0             | ACL                | 5                  | 2                  | CmC         | 1           | 0           | 48     | 5      |        |
| Totale Urawa Red Diamonds | Totale Urawa Red Diamonds | Totale Urawa Red Diamonds | 245+3      | 23         |                 | 56              | 8               |                    | 34                 | 5                  |             | 4           | 0           | 342    | 36     |        |
| Totale carriera           | Totale carriera           | Totale carriera           | 260        | 24         |                 | 57              | 8               |                    | 34                 | 5                  |             | 4           | 0           | 355    | 37     |        |

## Palmarès

### Club

#### Competizioni nazionali
- Coppa J. League: 1

Urawa Reds: 2016
- Coppa dell'Imperatore: 1

Urawa Reds: 2021
- Supercoppa del Giappone: 1

Urawa Reds: 2022

#### Competizioni internazionali
- AFC Champions League: 1

Urawa Reds: 2022